# Czerniewice (Łódź)
Pour les articles homonymes, voir Czerniewice.
Czerniewice est une localité polonaise, siège de la gmina de Czerniewice, située dans le powiat de Tomaszów Mazowiecki en voïvodie de Łódź.